# 大館郵便局
大館郵便局（おおだてゆうびんきょく）は秋田県大館市にある郵便局である。民営化前の分類では集配普通郵便局であった。

## 概要
住所：〒017-8799 秋田県大館市中城12-3

### 出張所（局外ATM）
民営化後はゆうちょ銀行仙台支店の出張所となっている。
- イオンスーパーセンター大館店内出張所
- いとく大館ショッピングセンター内出張所

## 沿革
- 1872年（明治5年）8月4日 - 大館郵便受取所として開設[1]。
- 1875年（明治8年）1月1日 - 大館郵便局（四等）となる。
- 1876年（明治9年）3月 - 為替取扱を開始。
- 1879年（明治12年） - 貯金取扱を開始。
- 1880年（明治13年）4月 - 西大館郵便局に改称。
- 1887年（明治20年）11月11日 - 大館郵便局に改称[2]。
- 1889年（明治22年）10月16日 - 大館郵便電信局（三等）となる[3]。
- 1891年（明治24年）4月16日 - 電信為替取扱を開始[4]。
- 1892年（明治25年）3月11日 - 欧文電報および欧字又はアラビア数字入り和文電報の取扱を開始[5]。
- 1893年（明治26年）7月1日- 小包郵便取扱を開始[6]。
- 1903年（明治36年）4月1日 - 通信官署官制の施行に伴い大館郵便局となる。
- 1909年（明治42年）8月16日 - 特設電話加入申込の受理を開始[7]。
- 1910年（明治43年）1月1日 - 電話交換業務および電話通話事務並びに電話加入者の託送電報取扱を開始[8]。同日、扇田、青森、弘前、黒石、浅虫が市外通話区域となる[9]。
- 1919年（大正8年）5月27日 - 火災で類焼[10]。
- 1925年（大正14年）5月16日 - 二ツ屋郵便局の廃止に伴い、取扱事務を承継する[11]。
- 1926年（大正15年）6月1日 - 長木沢電信取扱所の廃止に伴い、取扱事務を承継する[12]。
- 1928年（昭和3年）
  - 7月21日 - 東京が市外通話区域となる[13]。
  - 10月1日 - 特設電話を普通電話に変更[14]。
- 1931年（昭和6年）12月16日 - 大館電信取扱所の廃止に伴い、取扱事務を承継する[15]。
- 1937年（昭和12年）11月1日 - 等級を三等から二等に改定[16]。
- 1941年（昭和16年）2月1日 - 官制改正により普通郵便局となる。
- 1943年（昭和18年）11月21日 - 大館中町郵便局の電信事務休止に伴い、その業務を承継する[17]。
- 1949年（昭和24年）6月1日 - 逓信省が郵政省と電気通信省に分割するのに伴って、大館郵便局と大館電報電話局に分割[18]。
- 1953年（昭和28年）4月29日 - 大火により局舎全焼。旧国警大館地区警察署庁舎で業務を行う[19]。
- 1956年（昭和31年）3月 - 局舎新築落成。
- 1956年（昭和31年）9月1日 - 電話通話および和文電報受付事務の取扱を開始[20]。
- 1982年（昭和57年）2月22日 - 大館市字長倉町から同市字中城に移転[21]。
- 1992年（平成4年）
  - 8月3日 - 外国通貨の両替および旅行小切手の売買に関する業務取扱を開始。
  - 9月7日 - 白沢郵便局および花岡郵便局から集配業務を移管。
- 1998年（平成10年）2月2日 - 郵便番号7桁施行を記念して、大館市役所玄関前に「忠犬ハチ公ポスト」を設置。
- 2000年（平成12年）2月23日 - 忠犬ハチ公の縁にちなみ、渋谷駅前ハチ公広場にて渋谷郵便局と友好姉妹郵便局の提携調印式を行う[22]。
- 2006年（平成18年）3月31日 - 外国通貨の両替および旅行小切手の売買に関する業務取扱を終了。
- 2007年（平成19年）10月1日 - 民営化に伴い、併設された郵便事業大館支店に一部業務を移管。
- 2012年（平成24年）10月1日 - 日本郵便株式会社の発足に伴い、郵便事業大館支店を大館郵便局に統合。
- 2022年（令和4年）4月1日 - 日本郵政グループの組織改正により、かんぽ生命保険秋田支店大館郵便局かんぽサービス部を設置。当局が取扱っていた金融コンサルタント業務を移管[23]。
- 2024年（令和6年）
  - 10月18日 - 大館警察署員と局員7人にて、強盗を想定した防犯訓練と特殊詐欺被害防止に向けた声かけ訓練を実施[24]。
  - 12月5日 - 高齢女性の特殊詐欺被害拡大を阻止したとして、大館警察署から男性局員に感謝状を贈呈[25]。

## 取扱内容
- 郵便、印紙、ゆうパック、チルドゆうパック、内容証明、国際郵便
- 貯金、為替、振替、振込、国際送金、国債、投資信託、確定拠出年金、財形定額貯金
- 生命保険、バイク自賠責保険、自動車保険、がん保険、引受条件緩和型医療保険、変額年金保険
- ゆうちょ銀行ATM

## 風景印
- 図柄は秋田犬と鳳凰山。局名表記は「大館」
- 使用開始日は1970年（昭和45年）8月14日

## 周辺
- 秋田地方裁判所大館支部
- 大館市役所
- ホテルクラウンパレス秋北
- 桂城公園
- 大館市民体育館
- 大館市民文化会館
- 秋田県立大館鳳鳴高等学校

## アクセス
- JR花輪線 東大館駅から徒歩約17分
- JR奥羽本線 大館駅からバスで大館市役所前まで13分
- 秋北バス 大館市役所前（鳳鳴高校方面）/城南小学校前（市立病院方面）下車、徒歩1 - 3分
- 国道7号 市役所前交差点から東へ約200m
- 駐車場あり：24台